# Вера Бонева
Вера Бонева е българска историчка, университетска преподавателка, публицистка, експерт по музеология и управление на висшето образование, професор.

## Биография
Родена е на 23 юни 1965 г. в Горна Оряховица. Основното си образование придобива в Основно училище „Свети Климент Охридски“, село Драганово, област Велико Търново. В родното ѝ село Драганово провокира нейния първоначален интерес към литературата и културата чрез фигурите, родени, работили или формирани там – библиографа Никола Михов, писателите Асен Разцветников и Камен Зидаров, музикалния педагог Бончо Бончев, поета и преводач Румен Стоянов.
Средното си образование завършва в Хуманитарна гимназия „Св. св. Кирил и Методий“ – Велико Търново (1983), а висшето – във Великотърновския университет „Св. св. Кирил и Методий“ (1987) – специалност История (с педагогическа правоспособност), втора специалност Българска филология (с педагогическа правоспособност). В периода 1987 – 1990 г. работи като уредник в Окръжен исторически музей – Стара Загора (понастоящем Регионален исторически музей – Стара Загора). От 1990 до 1995 г. е преподавател във Великотърновския университет, а от 1995 до 2007 г. преподава История на България в Шуменския университет „Епископ Константин Преславски“. През 1995 – 1996 г. е докторант на самостоятелна подготовка към Института за исторически изследвания при Българската академия на науките. През 1996 г. придобива академичната степен доктор по История на България, а от 2001 г. е доцент по История на Българското възраждане в Шуменския университет. През 2009 г. защитава дисертация за придобиване на академичната степен доктор на историческите науки с дисертация на тема „Българското църковнонационално движение (1856 – 1870)“. Дисертацията е защитена пред Специализирания научен съвет по нова и най-нова история към Висшата атестационна комисия при Министерски съвет. През 2010 г. придобива академичното звание професор по История на България пред Специализирания научен съвет по Нова и Най-нова история към ВАК. През 2020 г. придобива научната степен доктор на науките по специалност Музеология в Института за етнология и фолклористика с етнографски музей при Българската академия на науките. 
Широко място в научната и обществената ѝ дейност заемат музейната проблематика и музейната мрежа. Освен чрез редица академични и експертни анализи, Вера Бонева участва и пряко в процесите на адаптиране на българските институции на паметта към съвременното общество на знанието и информационните технологии. Пряко е ангажирана с консултантска дейност при реализиране на част от проектите по опазване и популяризиране на културното наследство. Представяла е доклади на международни научни конференции по музеология в Берлин, Варшава, Лисабон, Талин и др. Членка е на научния екип на международния проект EuroVision – Museums Exhibiting Europe (EMEE) както и на други научни и експертни екипи, работещи в областта на теоретичната и приложна музеология. От 2015 г. заедно с Нейко Генчев е съпредседател на неправителствената организация, действаща в обществена полза, Институт за приложна музеология.  Институтът за приложна музеология реализира редица дейности в сектора на музеите и художествените галерии и поддържа единственият национален сайт за музеи в България. 
Вера Бонева е автор, съавтор и участник в редица творчески проекти, посветени на различни исторически личности, събития, артефакти и други елементи на културния и обществен живот на България и Европа. Заедно с Ралица Димитрова е сценарист на филм за възрожденеца Добри Войников – „Българското позорище“ (2010). Участва в създаването на сайт за Паисий Хилендарски – 2012 г. Съавторка е в енциклопедията „Бележити българи“ на Издателство „Труд“ и др. През 2020 г., в съавторство с Пламен Герасимов и Ралица Димитрова, участва в реализирането на национален проект "Другият музей", финансиран от Национален фонд "Култура". В резултат от проекта са създадени пет документални филма за музеи в Балчик, Панагюрище, Казанлък, Варна и Котел. 
Библиографии и пълнотекстово представяне на материали от Вера Бонева:
Academia.edu - https://unibit.academia.edu/VeraBoneva
Литернет - https://liternet.bg/publish8/vboneva/index.html
COBISS - https://bg.cobiss.net/
Отворена наука - https://bpos.bg/